# Barão de Guaíba
Barão de Guaíba é um título nobiliárquico brasileiro criado por D. Pedro II do Brasil, em 20 de dezembro de 1855, a favor de Manuel Alves dos Reis Lousada.
Titulares
1. Manuel Alves dos Reis Lousada (1784–1862);
2. Manuel José de Campos (1813–1902).